# OKB
OKB je akronim za "Опытное конструкторское бюро" - "opitnoje kostruktorskoje bjuro" - kar pomeni eksperimentalni konstruktorski biro. V času Sovjetske zveze so bili OKBji zaprte raziskovalne ustanove, ki so se ukvarjale za načrtovanjem, preizkušanjem in izdelavo večinoma vojaške tehnike, kot so letala, helikopterji, motorji, rakete in drugo orožje.
Biro so označevali s predpono OKB, sledila je številka in velikokrat je sledilo ime glavnega konstruktorja. Npr. OKB-51, ki ga je vodil Pavel Suhoj je postal OKB-51 Suhoj. Uspešni biroji so obdržali ime konstruktorja, tudi če ta premenil ali pa ga zamenjal drug konstruktor.
Po razpadu Sovjetske zveze so nekateri OKBji postali NPO (Научно-производственное объединение - naučno proizvodstvenoe obedinienje), nekateri so postali komercialna podjetja

## OKBji v letalsko/vesoljski industriji
- KB-1 - NPO Almaz, Vitalij Šabanov
- OKB-1 - Koroljov (zdaj Raketno-vesoljska korporacija Energija S. P Koroljova)
- OKB-1 - Brunholff Baade ukinjen leta 1953
- OKB-2 - prva oznaka za MKB Raduga (OKB-155-2)
- OKB-3 - Bratuhin
- OKB-4 - Matus Bisnovat
- OKB-8 - Novator
- OKB-19 - Švecov, Solovjev. Zdaj: "Perm MKB".[1]
- OKB-20 - Klimov, Omsk-Motors
- OKB-21 - Aleksejev
- OKB-23 - Mjasiščev (tudi OKB-482)
- OKB-24 - Mikulin
- OKB-26 - Klimov
- OKB-39 - Iljušin
- OKB-45 - Klimov
- OKB-47 - Jakovljev originalno,
- OKB-49 - Berijev
- OKB-51 - Suhoj
- OKB-52 - Vladimir Čelomej
- OKB-86 - Bartini
- OKB-115 - Jakovljev
- OKB-117 - Klimov, Izotov
- OKB-120 - Ždanov
- OKB-124 -
- OKB-134 - Vympel
- OKB-140 -
- OKB-153 - Antonov
- OKB-154 - Kosberg, prej OKB-296
- OKB-155 - Mikojan (prej Mikojan-Gurevič)
- OKB-155-2 - (kdaj tudi OKB-2-155) Zdaj MKB Raduga.
- OKB-156 - Tupoljev
- OKB-165 - Ljulka
- OKB-207 - Borovkov in Florov
- OKB-240 - Vladimir Grigorjevič Jermolaev
- OKB-256 - Cibin
- OKB-276 - Kuznecov
- OKB-296 - preimenovan OKB-154 leta 1946 KB Khimavtomatika
- OKB-300 - Tumanski
- OKB-301 - Lavočkin
- OKB-329 - Mil
- SKB-385 - Makejev
- OKG-456 - Gluško
- OKB-458 - Četverikov
- OKB-478 - Ivčenko
- OKB-586 - Jangel
- OKB-692 - JSC "Khartron" (prej KB electropriborostroeniya, pozneje NPO "Elektropribor")
- OKB-938 - Kamov